# Vaporetto

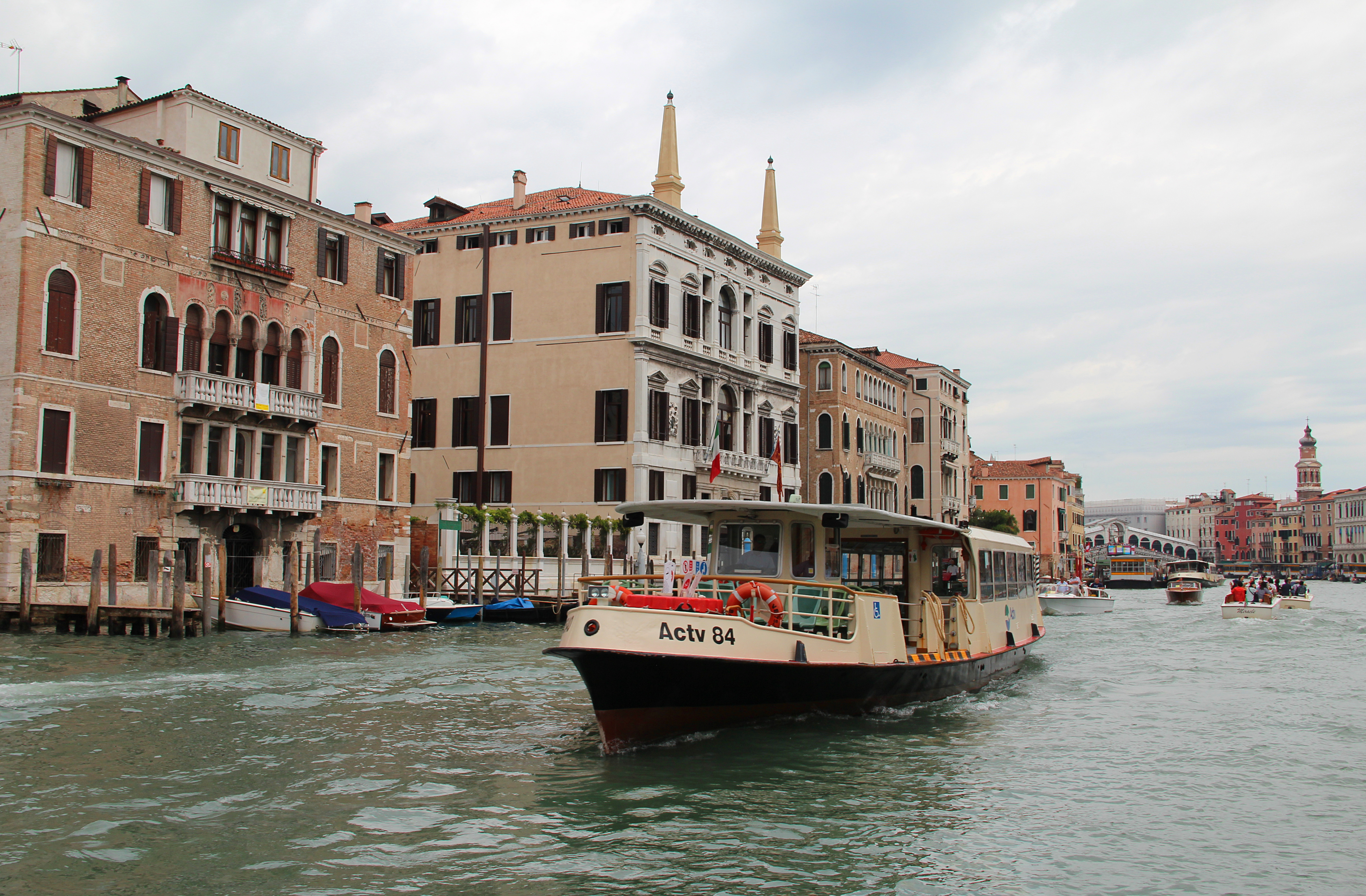
Vaporetto im Canal Grande (2014)

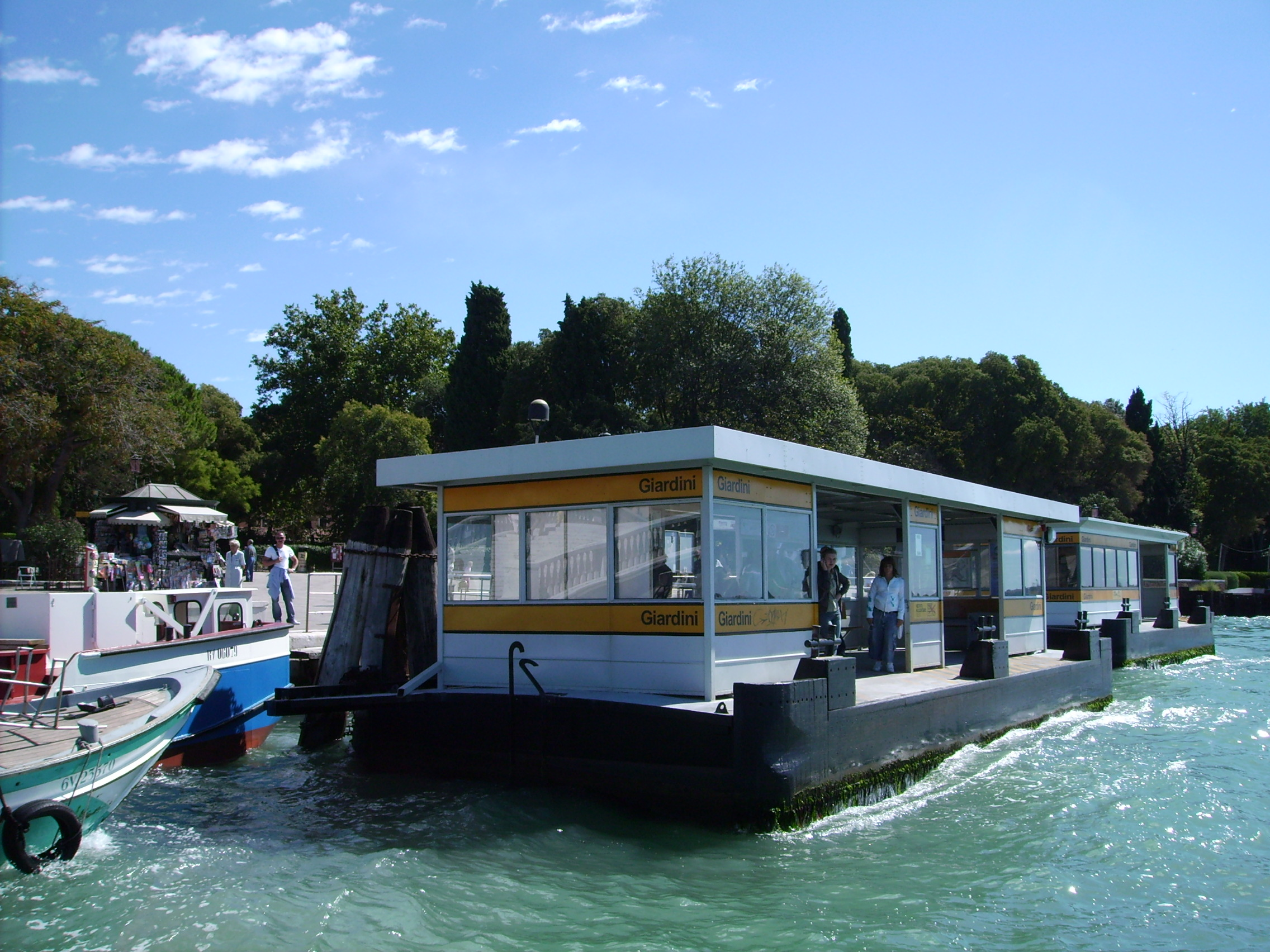
Haltestelle in Form eines Schwimmanlegers

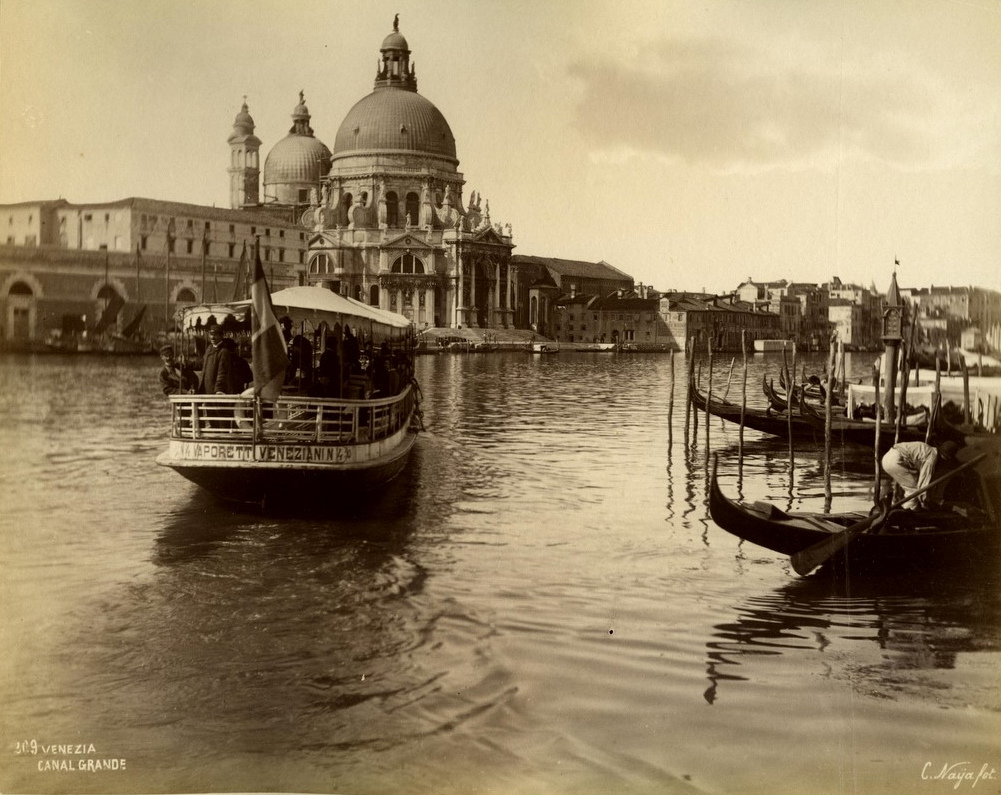
Vaporetto im Canal Grande (1881 oder 1882), historische Fotografie von Naya, Carlo (1816–1882)

Mit Vaporetto werden die in Venedig und der Lagune von Venedig als öffentliches Verkehrsmittel genutzten Wasserbusse bezeichnet. Die ursprüngliche Bedeutung des Wortes lautet „Dampfschiffchen“, heute sind allerdings Schiffe mit Dieselmotoren in Betrieb. Betreiber der Vaporetti ist die Gesellschaft ACTV SpA (Azienda del consorzio trasporti veneziano), die sich mehrheitlich im Besitz der Stadt befindet.

## Linien
- siehe Azienda del Consorzio Trasporti Veneziano #Linienschifffahrt

## Fahrzeuge

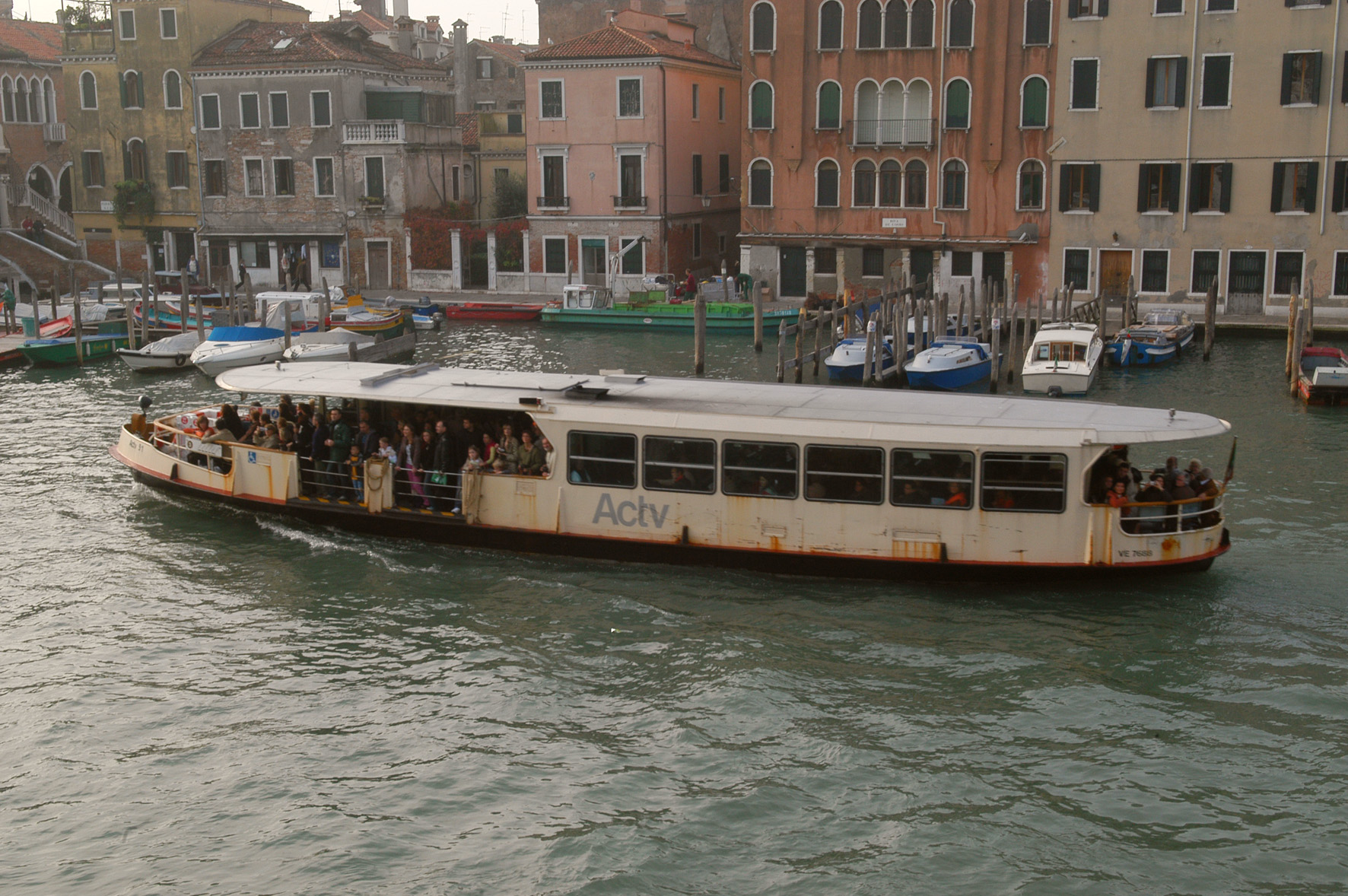
Vaporetto der Serie 80
(gebaut 1974–1988)

Der erste Vaporetto, die Regina Margherita, benannt nach der italienischen Königin Margherita, lief 1881 vom Stapel. Seitdem wurden verschiedene Baumuster eingesetzt.

### Vaporetti der Serie 90
Derzeit fahren u. a. Boote der Serie 90.
- Gesamtlänge: 23,93 m
- Breite: 4,22 m
- Gesamthöhe: 1,90 m
- Tonnage: 25 t
- Passagierkapazität: 210
- Platz für Behinderte: 6
- Besatzung: 2
- Antrieb: 1-Fiat Aifo 147 kW

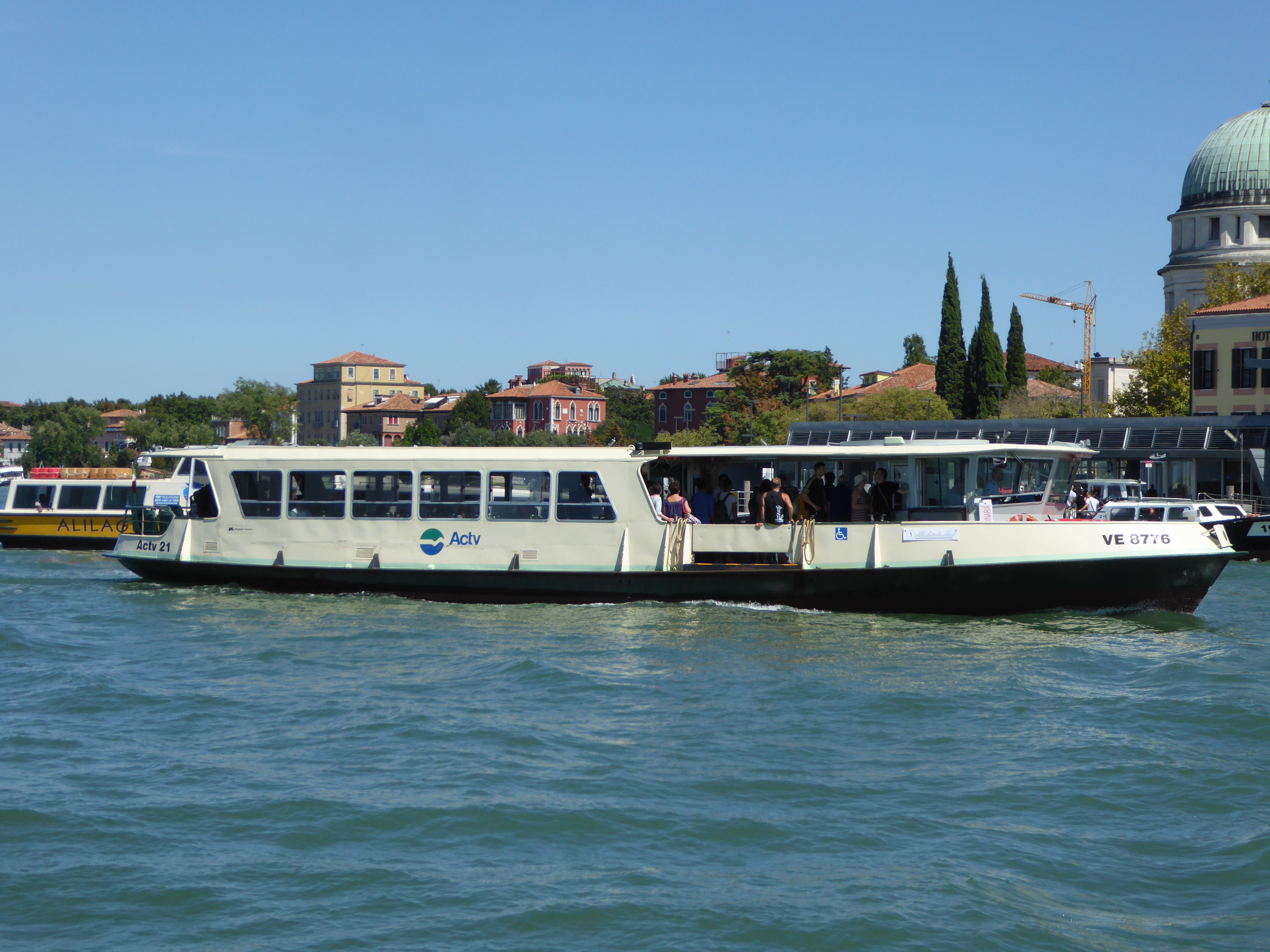
Vaporetto der Serie 90
(gebaut 1999–2000)

- Hersteller: Cantieri De Poli Pellestrina Venedig
- Kosten je Einheit: 1.100 Millionen Lire (568.000 Euro)
- Baujahr: 1999/2000

### Motoscafi

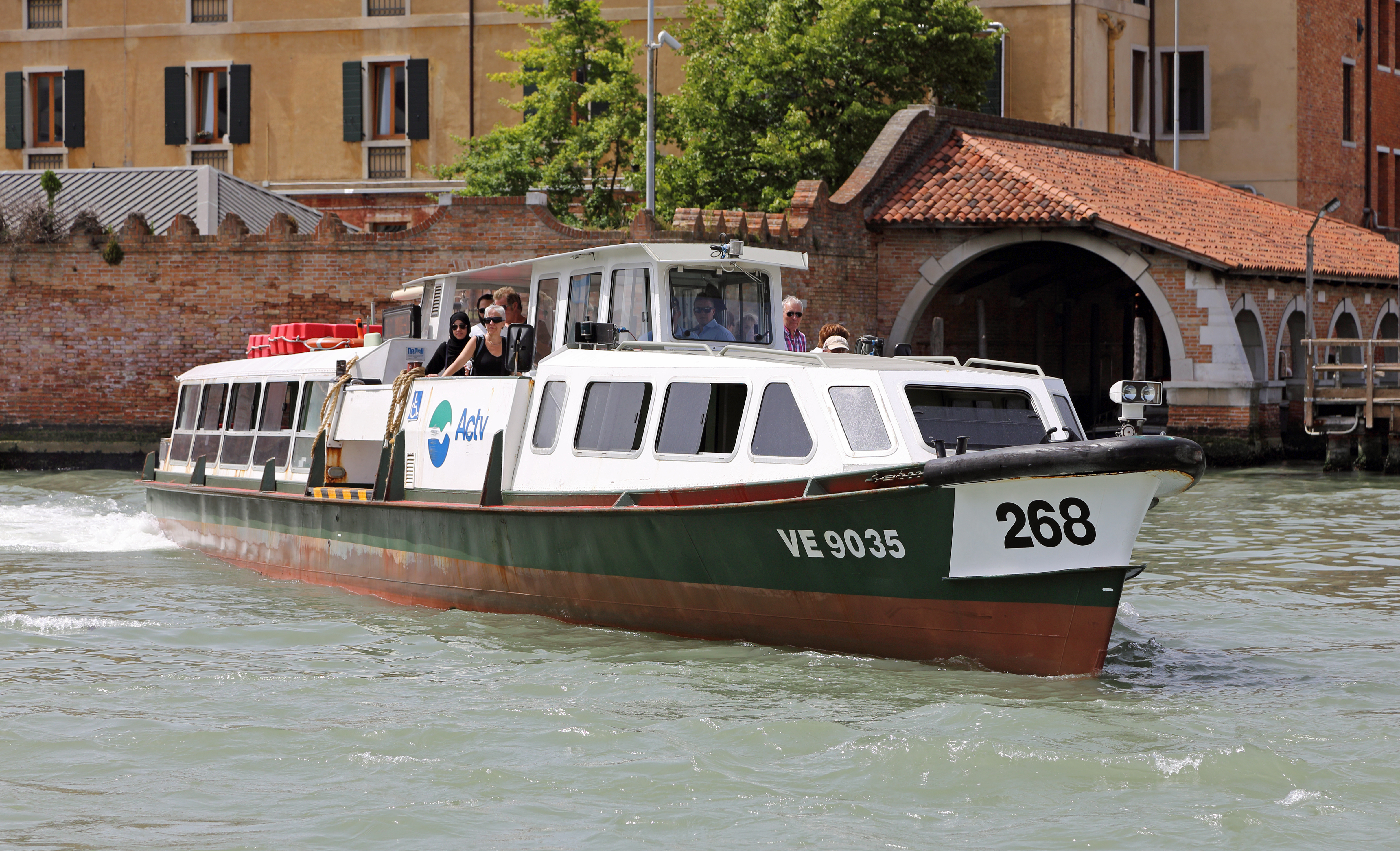
Kleines Vaporetto (Motoscafo)

Kleinere Vaporetti werden auch als Motoscafi bezeichnet. Sie bedienen die Linien 3, 5.1, 5.2, 4.1, 4.2 und 6.

### Größere Vaporetti

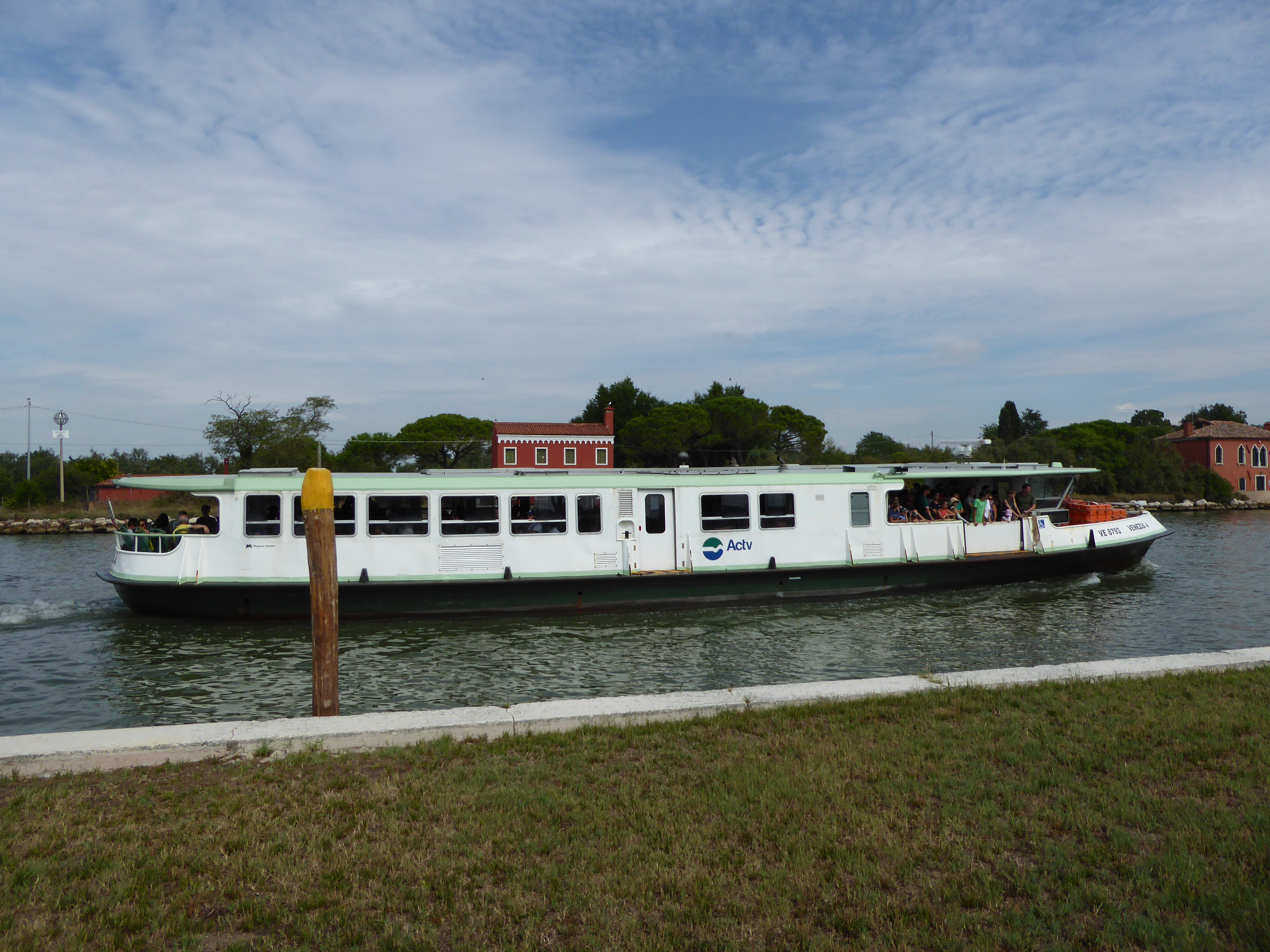
Großes Vaporetto

Die größten Vaporetti bedienen die Linie 12, sie sind deutlich geräumiger und verfügen über drei Sitzreihen sowie eine Toilette.